# Antonie Nortje
Antonie Matthys Nortje (* 2. Februar 2002 in Pretoria) ist ein südafrikanischer Sprinter, der sich auf den 400-Meter-Lauf spezialisiert hat.

## Sportliche Laufbahn
Erste Erfahrungen bei internationalen Meisterschaften sammelte Antonie Nortje im Jahr 2019, als er bei den Jugendafrikameisterschaften in Abidjan in 46,99 s die Bronzemedaille über 400 Meter gewann. 2020 begann er ein Studium an der University of Texas at Austin sowie an der University of California, Los Angeles. 2021 gewann er bei den U20-Weltmeisterschaften in Nairobi in 45,32 s die Bronzemedaille über 400 Meter und belegte mit der südafrikanischen Mixed-Staffel über 4-mal 400 Meter in 3:23,98 min den fünften Platz. Bei den World Athletics Relays 2024 auf den Bahamas kam er in der Mixed-Staffel sowie in der Männerstaffel zum Einsatz. Im August gelangte er bei den Olympischen Sommerspielen in Paris mit neuem Landesrekord von 2:58,12 min im Finale auf den fünften Platz in der 4-mal-400-Meter-Staffel.

## Persönliche Bestzeiten
- 200 Meter: 21,14 s (−1,3 m/s), 10. Mai 2024 in Boulder
- 400 Meter: 45,05 s, 12. Mai 2024 in Boulder